# Giải vô địch bóng đá U-17 thế giới 2001
Giải vô địch bóng đá U-17 thế giới 2001, là giải đấu lần thứ 9, được tổ chức từ ngày 13 đến ngày 30 tháng 9 năm 2001 tại các thành phố của Trinidad và Tobago; tại Port of Spain, Malabar tại Arima, Marabella tại San Fernando, Couva, và Bacolet tại Scarborough. Các cầu thủ sinh sau ngày 1 tháng 1 năm 1984 đủ điều kiện tham gia giải đấu.

## Địa điểm
| Port of Spain                                             | Arima/Malabar                                | Couva                                        | Marabella                                     | Scarborough                                        |
| --------------------------------------------------------- | -------------------------------------------- | -------------------------------------------- | --------------------------------------------- | -------------------------------------------------- |
| Sân vận động Hasely Crawford                              | Sân vận động Larry Gomes                     | Sân vận động Ato Boldon                      | Sân vận động Manny Ramjohn                    | Sân vận động Dwight Yorke                          |
| 10°39′41,48″B 61°31′58,92″T / 10,65°B 61,51667°T          | 10°36′59″B 61°16′57″T / 10,61639°B 61,2825°T | 10°25′29″B 61°25′2″T / 10,42472°B 61,41722°T | 10°18′12″B 61°26′30″T / 10,30333°B 61,44167°T | 11°10′53,17″B 60°43′0,86″T / 11,16667°B 60,71667°T |
| Sức chứa: 27,000                                          | Sức chứa: 10,000                             | Sức chứa: 10,000                             | Sức chứa: 10,000                              | Sức chứa: 7,500                                    |
|                                                           |                                              |                                              |                                               |                                                    |
| Port of SpainArima / MalabarCouva Marabella · Scarborough |                                              |                                              |                                               |                                                    |

## Linh vật
Linh vật chính thức của Giải vô địch bóng đá U-17 thế giới 2001 là chú chim ruồi BEATS. Trang phục của chú giống với đội tuyển quốc gia quê nhà, áo đỏ, quần đùi đen và tất đỏ. Kèm dòng chữ Trinidad & Tobago 2001 trên ngực áo.

## Đội hình
- Danh sách cầu thủ tham dự giải vô địch bóng đá U-17 thế giới 2001

## Vòng loại
16 đội sau đây đã đủ điều kiện tham dự giải đấu:
| Liên đoàn                         | Giải đấu loại                                 | Các đội tuyển vượt qua vòng loại |
| --------------------------------- | --------------------------------------------- | -------------------------------- |
| AFC (châu Á)                      | Giải vô địch bóng đá U-17 châu Á 2000         | Oman · Iran · Nhật Bản           |
| CAF (Africa)                      | Giải vô địch bóng đá U-17 châu Phi 2001       | Nigeria · Burkina Faso · Mali    |
| CONCACAF (Bắc, Trung Mỹ & Caribe) | Chủ nhà                                       | Trinidad và Tobago               |
| CONCACAF (Bắc, Trung Mỹ & Caribe) | Giải vô địch bóng đá U-17 CONCACAF 2001       | Hoa Kỳ · Costa Rica              |
| CONMEBOL (Nam Mỹ)                 | Giải vô địch bóng đá U-17 Nam Mỹ 2001         | Brasil · Argentina · Paraguay    |
| OFC (châu Đại Dương)              | Giải vô địch bóng đá U-17 châu Đại Dương 2001 | Úc                               |
| UEFA (châu Âu)                    | Giải vô địch bóng đá U-16 châu Âu 2001        | Tây Ban Nha · Pháp · Croatia     |

## Vòng bảng

### Bảng A
| Đội                | ST | T | H | B | BT | BB | HS | Đ |
| ------------------ | -- | - | - | - | -- | -- | -- | - |
| Brasil             | 3  | 3 | 0 | 0 | 10 | 2  | +8 | 9 |
| Úc                 | 3  | 2 | 0 | 1 | 5  | 1  | +4 | 6 |
| Croatia            | 3  | 1 | 0 | 2 | 3  | 8  | –5 | 3 |
| Trinidad và Tobago | 3  | 0 | 0 | 3 | 2  | 9  | –7 | 0 |

| Trinidad và Tobago | 1 – 2    | Croatia                           |
| ------------------ | -------- | --------------------------------- |
| Blackman 57'       | Chi tiết | Kranjčar 43' (ph.đ.), 67' (ph.đ.) |

| Úc | 0 – 1    | Brasil       |
| -- | -------- | ------------ |
|    | Chi tiết | Anderson 76' |

| Trinidad và Tobago | 0 – 1    | Úc        |
| ------------------ | -------- | --------- |
|                    | Chi tiết | Agius 55' |

| Croatia   | 1 – 3    | Brasil                              |
| --------- | -------- | ----------------------------------- |
| Prijić 6' | Chi tiết | Bruno 7' · Bonfim 57' · Caetano 77' |

| Brasil                                                             | 6 – 1    | Trinidad và Tobago |
| ------------------------------------------------------------------ | -------- | ------------------ |
| Malzoni 7' · Caetano 16', 41', 59' · James 36' (l.n.) · Júnior 88' | Chi tiết | Forbes 61'         |

| Croatia | 0 – 4    | Úc                              |
| ------- | -------- | ------------------------------- |
|         | Chi tiết | Smith 37' · Danze 40', 46', 66' |

### Bảng B
| Đội      | ST | T | H | B | BT | BB | HS | Đ |
| -------- | -- | - | - | - | -- | -- | -- | - |
| Nigeria  | 3  | 3 | 0 | 0 | 8  | 1  | +7 | 9 |
| Pháp     | 3  | 2 | 0 | 1 | 11 | 6  | +5 | 6 |
| Nhật Bản | 3  | 1 | 0 | 2 | 2  | 9  | -7 | 3 |
| Hoa Kỳ   | 3  | 0 | 0 | 3 | 3  | 8  | -5 | 0 |

| Hoa Kỳ | 0 – 1    | Nhật Bản |
| ------ | -------- | -------- |
|        | Chi tiết | Abe 43'  |

| Pháp                | 1 – 2    | Nigeria                |
| ------------------- | -------- | ---------------------- |
| Sinama Pongolle 87' | Chi tiết | Shaibu 24' · Brown 75' |

| Nhật Bản | 0 – 4    | Nigeria                                                      |
| -------- | -------- | ------------------------------------------------------------ |
|          | Chi tiết | Shaibu 35' · Opabunmi 39' · Brown 83' · Temile 90+1' (ph.đ.) |

| Hoa Kỳ                                       | 3 – 5    | Pháp                                                   |
| -------------------------------------------- | -------- | ------------------------------------------------------ |
| Magee 19' · Colombo 28' (l.n.) · Johnson 75' | Chi tiết | Sinama Pongolle 4', 60', 65' · Pietre 31' · Meghni 48' |

| Nigeria                | 2 – 0    | Hoa Kỳ |
| ---------------------- | -------- | ------ |
| Shaibu 32' · Ayuba 58' | Chi tiết |        |

| Nhật Bản | 1 – 5    | Pháp                                                    |
| -------- | -------- | ------------------------------------------------------- |
| Yano 67' | Chi tiết | Piètre 11' · Sinama Pongolle 13', 54', 57' · Drouin 15' |

### Bảng C
| Đội          | ST | T | H | B | BT | BB | HS | Đ |
| ------------ | -- | - | - | - | -- | -- | -- | - |
| Argentina    | 3  | 2 | 1 | 0 | 9  | 4  | +5 | 7 |
| Burkina Faso | 3  | 1 | 2 | 0 | 4  | 3  | +1 | 5 |
| Tây Ban Nha  | 3  | 1 | 0 | 2 | 4  | 6  | -2 | 3 |
| Oman         | 3  | 0 | 1 | 2 | 2  | 6  | -4 | 1 |

| Oman         | 1 – 2    | Tây Ban Nha                 |
| ------------ | -------- | --------------------------- |
| Al-Hinai 22' | Chi tiết | F. Torres 50' · Melli 90+2' |

| Argentina                       | 2 – 2    | Burkina Faso            |
| ------------------------------- | -------- | ----------------------- |
| Correa 2' · López 90+2' (ph.đ.) | Chi tiết | Sanou 22' · Conombo 79' |

| Tây Ban Nha | 0 – 1    | Burkina Faso      |
| ----------- | -------- | ----------------- |
|             | Chi tiết | Sanou 41' (ph.đ.) |

| Oman | 0 – 3    | Argentina                                  |
| ---- | -------- | ------------------------------------------ |
|      | Chi tiết | López 10' · Tevez 37' · Colace 52' (ph.đ.) |

| Burkina Faso | 1 – 1    | Oman         |
| ------------ | -------- | ------------ |
| Nikiema 22'  | Chi tiết | Al-Hinai 33' |

| Tây Ban Nha           | 2 – 4    | Argentina                                                  |
| --------------------- | -------- | ---------------------------------------------------------- |
| Bauzà 23' · Senel 30' | Chi tiết | Colace 3' (ph.đ.) · López 57' · Zabaleta 72' · Aguirre 83' |

### Bảng D
| Đội        | ST | T | H | B | BT | BB | HS | Đ |
| ---------- | -- | - | - | - | -- | -- | -- | - |
| Costa Rica | 3  | 2 | 0 | 1 | 5  | 2  | +3 | 6 |
| Mali       | 3  | 2 | 0 | 1 | 4  | 2  | +2 | 6 |
| Paraguay   | 3  | 2 | 0 | 1 | 5  | 6  | -1 | 6 |
| Iran       | 3  | 0 | 0 | 3 | 2  | 6  | -4 | 0 |

| Mali       | 1 – 2    | Paraguay                     |
| ---------- | -------- | ---------------------------- |
| Traoré 76' | Chi tiết | López 52' · Jara 86' (ph.đ.) |

| Iran | 0 – 2    | Costa Rica                |
| ---- | -------- | ------------------------- |
|      | Chi tiết | Alonso 51' · Azofeifa 76' |

| Paraguay | 0 – 3    | Costa Rica                     |
| -------- | -------- | ------------------------------ |
|          | Chi tiết | Alonso 75', 84' · Azofeifa 82' |

| Mali          | 1 – 0    | Iran |
| ------------- | -------- | ---- |
| Coulibaly 38' | Chi tiết |      |

| Costa Rica | 0 – 2    | Mali                              |
| ---------- | -------- | --------------------------------- |
|            | Chi tiết | Coulibaly 20' · Drissa Diarra 33' |

| Paraguay                        | 3 – 2    | Iran                  |
| ------------------------------- | -------- | --------------------- |
| Pérez Matto 19', 42' · Jara 66' | Chi tiết | Ahmadzadeh 81', 90+3' |

## Vòng đấu loại trực tiếp
|  | Tứ kết                     | Tứ kết               |                            |   | Bán kết       | Bán kết       |  |  | Chung kết | Chung kết |
|  |                            |                      |                            |   |               |               |  |  |           |           |
|  | 23 tháng 9 - Port of Spain |                      |                            |   |               |               |  |  |           |           |
|  |                            |                      |                            |   |               |               |  |  |           |           |
|  | Brasil                     | 1                    |                            |   |               |               |  |  |           |           |
|  | Brasil                     | 1                    | 27 tháng 9 - Port of Spain |   |               |               |  |  |           |           |
|  | Pháp                       | 2                    |                            |   |               |               |  |  |           |           |
|  | Pháp                       | 2                    | Pháp                       | 2 |               |               |  |  |           |           |
|  | 24 tháng 9 - Marabella     |                      | Pháp                       | 2 |               |               |  |  |           |           |
|  |                            | Argentina            | 1                          |   |               |               |  |  |           |           |
|  | Argentina (aet)            | Argentina            | 1                          | 2 |               |               |  |  |           |           |
|  | Argentina (aet)            |                      | 30 tháng 9 - Port of Spain | 2 |               |               |  |  |           |           |
|  | Mali                       | 1                    |                            |   |               |               |  |  |           |           |
|  | Mali                       | 1                    | Pháp                       | 3 |               |               |  |  |           |           |
|  | 23 tháng 9 - Port of Spain |                      | Pháp                       | 3 |               |               |  |  |           |           |
|  |                            | Nigeria              | 0                          |   |               |               |  |  |           |           |
|  | Nigeria                    | Nigeria              | 0                          | 5 |               |               |  |  |           |           |
|  | Nigeria                    | 27 tháng 9 - Malabar |                            | 5 |               |               |  |  |           |           |
|  | Úc                         | 1                    |                            |   |               |               |  |  |           |           |
|  | Úc                         | 1                    | Nigeria                    | 1 |               |               |  |  |           |           |
|  | 24 tháng 9 - Marabella     |                      | Nigeria                    | 1 |               |               |  |  |           |           |
|  |                            | Burkina Faso         | 0                          |   | Tranh hạng ba | Tranh hạng ba |  |  |           |           |
|  | Costa Rica                 | Burkina Faso         | 0                          | 0 | Tranh hạng ba | Tranh hạng ba |  |  |           |           |
|  | Costa Rica                 |                      | 30 tháng 9 - Port of Spain | 0 |               |               |  |  |           |           |
|  | Burkina Faso               | 2                    |                            |   |               |               |  |  |           |           |
|  | Burkina Faso               | 2                    | Argentina                  | 0 |               |               |  |  |           |           |
|  |                            |                      |                            |   |               |               |  |  |           |           |
|  | Burkina Faso               | 2                    |                            |   |               |               |  |  |           |           |
|  | Burkina Faso               | 2                    |                            |   |               |               |  |  |           |           |

### Tứ kết
| Brasil       | 1 – 2    | Pháp                                |
| ------------ | -------- | ----------------------------------- |
| Alberoni 70' | Chi tiết | Sinama Pongolle 38' · Le Tallec 40' |

| Nigeria                                                    | 5 – 1    | Úc         |
| ---------------------------------------------------------- | -------- | ---------- |
| Opabunmi 24' (ph.đ.), 69', 79' · Mohammed 81' · Temile 85' | Chi tiết | Engele 86' |

| Argentina                  | 2 – 1 (s.h.p.) | Mali       |
| -------------------------- | -------------- | ---------- |
| Rodríguez 38' · Fanari 96' | Chi tiết       | Diarra 35' |

| Costa Rica | 0 – 2    | Burkina Faso           |
| ---------- | -------- | ---------------------- |
|            | Chi tiết | Gorogo 56' · Sanou 84' |

### Bán kết
| Pháp                        | 2 – 1    | Argentina |
| --------------------------- | -------- | --------- |
| Le Tallec 56' · Berthod 58' | Chi tiết | Tevez 49' |

| Nigeria             | 1 – 0    | Burkina Faso |
| ------------------- | -------- | ------------ |
| Opabunmi 4' (ph.đ.) | Chi tiết |              |

### Tranh hạng ba
| Argentina | 0 – 2    | Burkina Faso             |
| --------- | -------- | ------------------------ |
|           | Chi tiết | Gorogo 30' · Conombo 78' |

### Chung kết
| Pháp                                             | 3 – 0    | Nigeria |
| ------------------------------------------------ | -------- | ------- |
| Sinama Pongolle 34' · Le Tallec 53' · Piètre 81' | Chi tiết |         |

## Vô địch
| Giải vô địch bóng đá U-17 thế giới 2001 |
| --------------------------------------- |
| · Pháp · Lần thứ 1                      |

## Giải thưởng
| Chiếc giày vàng         | Quả bóng vàng           | Giải phong cách FIFA |
| ----------------------- | ----------------------- | -------------------- |
| Florent Sinama Pongolle | Florent Sinama Pongolle | Nigeria              |

## Cầu thủ ghi bàn
Florent Sinama Pongolle của Pháp đã giành giải thưởng Chiếc giày vàng khi ghi được chín bàn thắng.
Đã có 102 bàn thắng ghi được trong 32 trận đấu, trung bình 3.19 bàn thắng mỗi trận đấu.
9 bàn thắng
- Florent Sinama Pongolle

5 bàn thắng
- Femi Opabunmi

4 bàn thắng
- Caetano

3 bàn thắng
- Maxi López
- Anthony Danze
- Wilfried Sanou
- Armando Alonso
- Anthony Le Tallec
- Samuel Piètre
- Karimu Shaibu

2 bàn thắng
- Carlos Tevez
- Hugo Colace
- Henoc Conombo
- Paul Gorogo
- Randall Azofeifa
- Niko Kranjčar
- Mansour Ahmadzadeh
- Bakary Coulibaly
- Drissa Diarra
- Omonigho Temile
- Victor Brown
- Mohammed Al-Hinai
- Aldo Jara
- Andrés Pérez Matto

1 bàn thắng
- Gonzalo Rodríguez
- Lucas Correa
- Marcos Aguirre
- Mauro Fanari
- Pablo Zabaleta
- Fred Agius
- Matthew Engele
- Terry Smith
- Alberoni
- Anderson Costa
- Bruno
- Júnior
- Leandro Bonfim
- Malzoni
- Abdoul Aziz Nikiema
- Dejan Prijić
- Jérémy Berthod
- Mourad Meghni
- Stephen Drouin
- Kisho Yano
- Yutaro Abe
- Alain Claude Traoré
- Moses Ayuba
- Suleiman Mohammed
- Blas López
- Fernando Torres
- Guillem Bauzà
- Melli
- Senel
- Jerol Forbes
- Nkosi Blackman
- Eddie Johnson
- Mike Magee

1 bàn phản lưới nhà
- Julio Colombo (trong trận gặp Hoa Kỳ)
- Julius James (trong trận gặp Brasil)

## Bảng xếp hạng giải đấu
| VT                  | Đội                | ST | T | H | B | BT | BB | HS  | Đ  |
| ------------------- | ------------------ | -- | - | - | - | -- | -- | --- | -- |
| 1                   | Pháp               | 6  | 5 | 0 | 1 | 18 | 8  | +10 | 15 |
| 2                   | Nigeria            | 6  | 5 | 0 | 1 | 14 | 5  | +9  | 15 |
| 3                   | Burkina Faso       | 6  | 3 | 2 | 1 | 8  | 4  | +4  | 11 |
| 4                   | Argentina          | 6  | 3 | 1 | 2 | 12 | 9  | +3  | 10 |
| Bị loại ở tứ kết    |                    |    |   |   |   |    |    |     |    |
| 5                   | Brasil             | 4  | 3 | 0 | 1 | 11 | 4  | +7  | 9  |
| 6                   | Costa Rica         | 4  | 2 | 0 | 2 | 5  | 4  | +1  | 6  |
| 6                   | Mali               | 4  | 2 | 0 | 2 | 5  | 4  | +1  | 6  |
| 8                   | Úc                 | 4  | 2 | 0 | 2 | 6  | 6  | 0   | 6  |
| Bị loại ở vòng bảng |                    |    |   |   |   |    |    |     |    |
| 9                   | Paraguay           | 3  | 2 | 0 | 1 | 5  | 6  | –1  | 6  |
| 10                  | Tây Ban Nha        | 3  | 1 | 0 | 2 | 4  | 6  | –2  | 3  |
| 11                  | Croatia            | 3  | 1 | 0 | 2 | 3  | 8  | –5  | 3  |
| 12                  | Nhật Bản           | 3  | 1 | 0 | 2 | 2  | 9  | –7  | 3  |
| 13                  | Oman               | 3  | 0 | 1 | 2 | 2  | 6  | –4  | 1  |
| 14                  | Iran               | 3  | 0 | 0 | 3 | 2  | 6  | –4  | 0  |
| 15                  | Hoa Kỳ             | 3  | 0 | 0 | 3 | 3  | 8  | –5  | 0  |
| 16                  | Trinidad và Tobago | 3  | 0 | 0 | 3 | 2  | 9  | –7  | 0  |